# Los Olivos (Jalisco)
Los Olivos es una localidad mexicana ubicada en el estado de Jalisco, dentro del municipio de Ixtlahuacán de los Membrillos.

## Demografía
De acuerdo con el censo de 2020, la localidad tenía 9753 habitantes, de los que 4958 eran mujeres y 4795, hombres.Se contabilizaron 3127 viviendas particulares habitadas, con un promedio de 3.12 ocupantes por cada una.
| Gráfica de evolución demográfica de Los Olivos entre 1970 y 2020 |
|                                                                  |
| Fuente: Instituto Nacional de Estadística y Geografía.           |